# Luis de Carroz Villarragut
Luis de Carroz Villarragut (* um 1485; † nach 1542) war von 1509 bis 1514 Botschafter von Ferdinand II. von Aragon bei Heinrich VIII. von England.

## Leben
Luis de Carroz Villarragut heiratete, Angela Borja Lanzol De Romaní Y Catalá, eine Verwandte von Alexander VI. Basierend auf dem Treaty of Okyng bildeten um 1500 spanische Händler in Frankreich und England eine stabile Handelsmacht. Ferdinand II. beteiligt sich am Handel mit Salz aus La Mata und aus Ibiza und Isabella I. von Kastilien investierte in Schiffe auf der Ruta de Flandes. Eine spanische Pragmatica (Regel) von 1500 verbot Nichtspaniern das Befördern von Fracht auf spanischen Schiffen. Carroz Villarragut war als Baile General del Reino de Valencia mit der Verwaltung des Kronschatzes der katholischen Könige betraut. Von 1509 bis 1514 war er Ambassador to the Court of St James’s.
1518 war Luis de Carroz Villarragut Botschafter von Karl V. bei Leo X. In einem Brief vom 20. November 1518 wies Karl V., Carroz Villarragut an Luis Marliano (1463–1521), den Bischof von Tuy, bei Leo X. vorzustellen, damit dieser zum Abt von Santa Maria de Alfonte ernannt wird.
In einem Brief von 1522 teilte Karl V., Pedro Folch de Cardona, Erzbischof von Tarragona (1515–1530) und Virrey von Katalonien (1521–1523), mit, dass er Luis Carroz de Villarragut zum Virrey des Königreich Mallorcas ernannt hat.
Am 18. Februar 1543 verfügte Karl V. eine jährliche Pension von 800 Golddukaten für Luis Carroz de Villarragut.